# Bitva u Vratislavi
Bitva u Vratislavi (německy Schlacht von Breslau) byla bitva sedmileté války. Odehrála se 22. listopadu 1757 u Vratislavi. Střetly se v ní pruské a rakouské jednotky a skončila vítězstvím početnějších rakouských sil.

## Situace před bitvou
Pruské vojsko mělo 40 praporů a 102 eskadron – celkem 28 400 mužů, zatímco rakouské síly čítaly 96 praporů, 93 oddílů granátníků, 141 eskadron a 228 oddílů dělostřelců, tedy celkem 83 600 mužů.

## Průběh bitvy
Karel Alexandr Lotrinský napadl pruské jednotky 22. listopadu 1757 před branami Vratislavi. Prusové, kteří se opevnili v přilehlých vesnicích byli napadeni na třech mísech. Rakouské jednotky dobyly a obsadily první vesnice. Poté shromáždil vévoda August Vilém deset pluků a přešel do protiútoku, ve kterém mohly pruské jednotky zaznamenat několik rozhodujících úspěchů. Nikdy nebylo prokázáno, zda byl ústup pruského vojska organizovaný nebo ne, ale na bojišti zůstaly pouze vojska Karla Alexandra Lotrinského. Bitva, která trvala téměř celý den, stála rakouské vojsko 5723 mužů a pruské vojsko 6350 mužů.

## Výsledek bitvy
Po skončení bitvy zůstalo ve Vratislavi 10 pruských praporů pod vedením generála Johanna Georga von Lestwitze. Morálka pruského vojska prudce klesla, disciplína se téměř zhroutila a tak se z 4227 pruských vojáků pouze 599 vydalo na pochod do Hlohova. Ostatní dezertovali.
Fridrich II. Veliký musel na základě této prohrané bitvy změnit se svou částí pruského vojska plány a rozhodl se napadnout co nejdříve rakouskou armádu s cílem znovu připojit Slezsko k Prusku; jeho ztrátu si nemohl dovolit, neboť šlo o lidnatou, bohatou oblast s rozvinutou manufakturní výrobou. Následovala z jeho pohledu vítězná bitva u Leuthenu a úspěšné obléhání Vratislavi.